# Аттал (отец Филетера)
Атта́л (др.-греч. Άτταλος; IV век до н. э.) — отец основателя правящей  династии Пергамского царства Филетера.

## Биография
По мнению многих исследователей, например, В. Хоффманна, Аттал, проживавший в пафлагонском городе Тиос на северном побережье Анатолии, имел македонское, или же, как считают Р. Дрейфус и Э. Шраудольф, другое греческое происхождение. По замечанию Климова О. Ю. и О. Л. Габелко, с Атталом связана одна из загадок: как родоначальник династии и носитель греческой этимологии имени Аттал(ос) мог оказаться в достаточно отдаленном уголке полуострова ещё до восточного похода Александра Македонского. Но, как отметил М. Зиммерманн, имя Аттала встречалось и на территории Малой Азии.
Женой Аттала стала Боа, родом из Пафлагонии. В этом браке родились Филетер, ставший первым правителем эллинистического Пергама, а также Эвмен и Аттал.